# Округ Линколн (Џорџија)
Округ Линколн (енгл. Lincoln County) је округ у америчкој савезној држави Џорџија.

## Демографија
По попису из 2010. године број становника је 7.996, што је 352 (-4,2%) становника мање 2000. године.
| Група             | 2000.         | 2010.         |
| Белци             | 5.321 (63,7%) | 5.201 (65,0%) |
| Афроамериканци    | 2.869 (34,4%) | 2.570 (32,1%) |
| Азијати           | 13 (0,2%)     | 32 (0,4%)     |
| Хиспаноамериканци | 81 (1,0%)     | 98 (1,2%)     |
| Укупно            | 8.348         | 7.996         |